# Walter Albert Bauer
Walter Albert Bauer (* 6. November 1901 in Heilbronn; † 1. November 1968 in Fulda) war ein deutscher Unternehmer und Industrieller.

## Leben
Bauer war der Sohn eines Lederhändlers. In seiner Heimatstadt Heilbronn besuchte er das dortige Realgymnasium, das er 1917 mit der Mittleren Reife verließ, und absolvierte anschließend eine kaufmännische Lehre und ein Bankvolontariat bei der Handels- und Gewerbebank Heilbronn.
Ab 1920 studierte er, zunächst als außerordentlicher Hörer, Wirtschaftswissenschaften in Freiburg im Breisgau, Berlin und Tübingen. Das Abitur holte er gegen Ende des Studiums nach. 1926 wurde Walter Bauer an der Universität Tübingen zum Dr. rer. pol. promoviert. Im Jahr 1924 trat er als Direktionsassistent in die Berliner Verkehrs- und Handels AG ein. Die Gesellschaft gehörte der Prager Familie Petschek und diente als Verwaltungsgesellschaft ihrer zahlreichen Unternehmensbeteiligungen in Deutschland. Bereits 1928 stieg Bauer in der Gesellschaft zum Mitglied des Vorstands auf. Im gleichen Jahr wurde er zusätzlich Geschäftsführer der Thüringischen Kohlen- und Brikettverkaufsgesellschaft mbH in Leipzig.
Bauer war ein führendes Mitglied der DDP und gehörte bis zu deren Selbstauflösung verschiedenen  Ausschüssen und Gremien der Partei an. Als Treuhänder der Familie Petschek leitete er 1937/38 den Verkauf des deutschen Aktienbesitzes der Familie an Friedrich Flick. Anschließend startete er im Jahr 1938 seine unternehmerische Selbstständigkeit als Hauptanteilseigner der Hutstoffwerke Fulda Muth & Co. in Fulda und weiterer kleiner Unternehmen.
Während der Zeit des Nationalsozialismus schloss sich Walter Bauer der oppositionellen Bekennenden Kirche an und war dort in der vorläufigen Leitung tätig. Ebenso wurde er Mitglied des Freiburger Bonhoeffer-Kreises. 1942 beteiligte er sich an der Ausarbeitung der Denkschrift Politische Gemeinschaftsordnung des Bonhoeffer-Kreises. Nach dem Hitler-Attentat vom 20. Juli 1944 wurde Walter Bauer festgenommen und von der Gestapo gefoltert. Er wurde wegen Hoch- und Landesverrats vor dem  Volksgerichtshof angeklagt und saß von Oktober 1944 bis April 1945 in Haft. Zu einer Verurteilung kam es aufgrund der Kriegswirren nicht mehr.
Als politisch unbelasteter und zudem mit Theodor Heuss, dem späteren ersten deutschen Bundespräsidenten, eng befreundeter Unternehmer übernahm Walter Bauer nach dem Kriegsende 1945 bald wichtige Aufgaben bei der Reorganisation der westdeutschen Wirtschaft. So war er 1946/47 Mitglied des Wirtschaftsrates beim Länderrat in Stuttgart und von 1946 bis 1951 Generaltreuhänder für den konzerngebundenen Kohlenhandel in der US-amerikanischen Besatzungszone. Von 1952 bis zu seinem Tod 1968 amtierte Bauer als Vorstandsvorsitzender der Valentin Mehler AG in Fulda, ab 1967 war er auch Hauptanteilseigner. 1966 hat er den Arbeitskreis Evangelischer Unternehmer mitgegründet und war dessen erster Vorsitzender. Bauer stiftete das von Charles Crodel geschaffene Schöpfungsfenster (nördliches Chorfenster) der  Kilianskirche in Heilbronn und die von Crodel entworfenen Paramenten der dortigen Nikolaikirche.
Seit den späten 1940er Jahren war Walter Bauer in zahlreichen Verbänden und Organisationen in leitenden Positionen tätig, darunter von 1949 bis 1968 als Mitglied der Synode, der Kammern für öffentliche Verantwortung und für soziale Ordnung, seit 1967 des Rates der Evangelischen Kirche in Deutschland (EKD). Von 1959 bis 1967 war er Mitglied, von 1960 bis 1967 Vorsitzender des Beirats der Friedrich-Naumann-Stiftung. 1957 bis 1968 war er Präsident der Industrie- und Handelskammer Fulda.

## Auszeichnungen
Die Universität Tübingen ernannte Bauer 1952 zum Ehrensenator, die Universität Freiburg 1957. Zu seinem 60. Geburtstag verlieh ihm Bundespräsident Heinrich Lübke das Große Bundesverdienstkreuz. Die Stadt Fulda ernannte Bauer 1967 zum Ehrenbürger und benannte eine Straße nach ihm.